# Президенціалізація
Президенціалізація — це процес, при якому системи правління стають більш президентськими на практиці, але при цьому, як правило, не змінюється їх формальна структура. Президенціалізація — це впровадження однієї або декількох конституційно — правових рис президентського правління. При цьому нова форма правління не відповідає всім критеріям президенціалізму. Президентською вона стає тоді, коли їй притаманні всі ознаки цієї форми правління — всенародне обрання президента, поділ влади, одноосібна виконавча влада, відсутність політичної відповідальності кабінету. Отже, можна говорити про два види президенціалізації — юридичну та фактичну.

## Форми президенціалізації
Т. Погюнтке та П. Вебб виділяють три основні форми президенціалізації: у виконавчій владі, внутрішньопартійну та електоральну президенціалізацію . Президенціалізація у виконавчій владі характеризується підвищенням ролі глави виконавчої влади і пов'язана, по — перше, із зростанням зон автономного контролю над диференційованими секторами політики та управління, по — друге, з посиленням інституційної спроможності лідера долати опір інших політичних акторів. Внутрішньопартійна президенціалізація визначається формуванням лідерського характеру партій, в яких існують переваги для заняття лідерських позицій. Електоральна президенціалізація пов'язана з тим, що лідерство стає ефективним механізмом мобілізації електорату і регулювання електоральної поведінки. У разі президенціалізації відбувається не тільки посилення глави виконавчої влади, але й підвищення його автономії, зростання незалежності від парламенту й уряду в прийнятті рішень та поточній політиці, розмивання політичної відповідальності уряду перед парламентом. Влада стає більш розділеною, президентська (виконавча) влада усе більше відділяється від парламентської й діє як цілком самостійний суб'єкт, що характерно для «чистих» президентських систем.

### Індикатори президенціалізації на «виконавчій арені»
На підставі аналізу парламентських систем країн Західної Європи, Т. Погюнтке та П. Вебб визначають такі індикатори президенціалізації на «виконавчій арені»:
1) зростання ресурсів у розпорядженні глави виконавчої влади (прем'єр — міністра); посилення тенденцій до інтегрованої комунікаційної стратегії, якою управляє глава виконавчої влади і яка виступає засобом визначення стратегічних альтернатив (що є необхідною умовою прийняття політичних рішень);
3) до все більш централізованого управління;
4) до регулярного контролю особистої популярності та уподобань потенційних виборців;
5) до призначення безпартійних технократів;
6) до кадрових перестановок міністрів, в той час як прем'єр-міністр залишається на своїй посаді;
7) прем'єр — міністр акцентує увагу на персоніфікованому мандаті (персоніфікованій формі партійного керівництва) для того, щоб контролювати важливі рішення.

### Індикатори президенціалізації системи інститутіввиконавчої владиу країнах СНД
1) посилення інституційної спроможності «реального» глави виконавчої влади долати опір інших політичних акторів і підвищення ступеня його автономії. Як зазначає О. Зазнаєв, "якщо в умовах парламентської або напівпрезидентської форми правління зростає ступінь автономії «реального» глави виконавчої влади, то ми маємо право розцінити це як президенціалізацію, адже відносна незалежність президента від парламенту і політичних партій — типова риса президентських систем . Оскільки президент у президентській формі правління обирається всенародно, то він практично незалежний від своєї партії, а, отже, вільний від її тиску. Зауважимо, що президент у президентській системі набуває автономії також від органів виконавчої влади, оскільки уряд тут не діє як колегіальний орган, який міг би впливати на президента. Виконавча влада автономна від законодавчої. У свою чергу, парламент також набуває певної автономії від президента. Зокрема, парламенту не потрібно підтримувати чи ставати в опозицію до уряду, адже кабінет не підзвітний законодавчому органу;
2) збільшення обсягу контрольованих «реальним» главою виконавчої влади ресурсів / централізація виконавчої влади, тобто фактичне узалежнення виконавчої влади від «реального» глави виконавчої влади (президента або прем'єр — міністра) незалежно від конституційних вимог та особливостей форми державного правління. Зазначимо, що концентрація владних ресурсів у руках глави виконавчої влади в парламентській і напівпрезидентській формах правління, по суті, рівносильна фактичному втіленню у непрезидентській системі суттєвих ознак президентської. Президент у президентській формі правління зосереджує у своїх руках вищу виконавчу владу, будучи одночасно главою держави та керівником кабінету. Отже, президенціалізація, у даному випадку — це піднесення президента (або прем'єр — міністра) над іншими інститутами влади;
3) закритість правлячої еліти (ознаки: відсутність спонтанності у формуванні; ієрархічна підпорядкованість; особиста відданість; байдужість до громадської думки);
4) зменшення ролі політичних партій у політичному процесі, зокрема при фактичному формуванні уряду.

## Основні складові системи інститутів виконавчої влади у країнах СНД
Президенціалізація — процес, що передбачає збільшення обсягу контрольованих «реальним» главою виконавчої влади ресурсів, підвищення ступеня його автономії, посилення інституційної спроможності «реального» глави виконавчої влади долати опір інших політичних акторів, закритість правлячої еліти та зменшення ролі партій у політичному процесі, зокрема при фактичному формуванні уряду. Домінуючою тенденцією переважної більшості країн СНД є посилення президентських рис при послабленні парламентських складових. Отже, феномен «президенціалізації системи інститутів виконавчої влади» дозволяє проаналізувати складні та суперечливі процеси, що відбуваються в рамках форм правління сучасних країн СНД, зокрема при виборі моделі реалізації принципу поділу влади, оптимального розмежування повноважень органів законодавчої й виконавчої влади, створення ефективної системи стримувань та противаг. При цьому важливо враховувати в кожному конкретному випадку історичний досвід і традиції країни, внутрішньополітичну ситуацію, рівень політичної культури населення, особливості функціонування політичних інститутів, завдання, які необхідно вирішувати цим інститутам на певному етапі розвитку країни. Особливу увагу серед країн СНД приділяємо президенціалізації системи інститутів виконавчої влади у Білорусі та Казахстані.
До системи інститутів виконавчої влади в Білорусі входять такі ланки: уряд (Рада Міністрів Республіки Білорусь), міністерства, державні комітети, обласні, районні, міські, селищні і сільські виконавчі комітети та адміністрації районів у містах (місцеві адміністрації). До системи інститутів виконавчої влади Казахстану входять: уряд, міністерства, державні комітети й відомства Республіки, місцеві виконавчі органи (місцеві адміністрації — акімати) . Зауважимо, що і Президента Білорусі, як і Президента Казахстану за характером їхніх повноважень також відносимо до системи інститутів виконавчої влади відповідних країн.

## Президенціалізація системи інститутів виконавчої влади у Білорусі та Казахстані на підставі виокремлених індикаторів
1) посилення інституційної спроможності «реального» глави виконавчої влади долати опір інших політичних акторів / підвищення ступеня його автономії) визначається такими чинниками: Прем'єр — міністр Білорусі призначається Президентом Республіки за згодою Палати представників. Президент визначає структуру уряду, призначає на посаду та звільняє з посади заступників прем'єр — міністра, міністрів та інших членів уряду, приймає рішення про відставку уряду або його членів. Вагомість Президента Казахстану полягає в тому, що він по суті формує уряд. Отже, О. Лукашенко і Н. Назарбаєв визначають політичний курс та персональний склад урядів Білорусі і Казахстану. Єдиною програмною основою для діяльності урядів цих країн, фактично, є передвиборна програма президента;
2) збільшення обсягу контрольованих «реальним» главою виконавчої влади ресурсів визначається такими чинниками:
— підконтрольна Президенту Білорусі О. Лукашенку та Президенту Казахстану Н. Назарбаєву парламентська більшість, що де — факто надає значні можливості для реалізації президентської політики;
— виключення можливості здійснення виконавчою владою іншого політичного курсу, крім президентського;
— «ситуативна харизма» О. Лукашенка та Н. Назарбаєва, які прийшли до влади тоді, коли у суспільстві з'явилася необхідність в них. Такою ситуацією, сприятливою для прояву «ситуативної харизми», була соціально — економічна криза на початку 90 — х рр. ХХ ст., що викликала глибоке незадоволення людей станом справ у суспільстві і потребу в серйозних змінах.
— фактично, ключова роль у формуванні уряду (визначенні його персонального складу) та призначенні/звільненні глав місцевих адміністрацій як у Білорусі, так і в Казахстані належить президентам О. Лукашенку та Н. Назарбаєву;
3) закритість правлячої еліти (ознаки: відсутність спонтанності у формуванні; ієрархічна підпорядкованість; особиста відданість; байдужість до громадської думки) визначається наступними чинниками:
— прийшовши до влади, О. Лукашенко намагається відновити деякі системоутворюючі ознаки системи державного управління СРСР. Цілком логічно, що номенклатура стала частиною соціальної бази президента. У повній відповідності до поглядів О. Лукашенка на функції держави здійснюється кадрова політика. Вона практично в чистому вигляді запозичена з досвіду кадрової політики комітетів КПРС. Не випадково зростаючу роль в оточенні Президента відіграють кадрові та відставні військові. Президент неодноразово підкреслював, що в Білорусі «…на відміну від інших держав колишнього СРСР, реформи проводять не лаборанти та професори — теоретики
а практики і прагматики», «…які розбираються в економіці на рівні заводу, колгоспу, радгоспу, фермера» . Саме такий технократичний підхід застосовувався при призначенні перших секретарів райкомів, обкомів партії в минулому;
— у 1996 році у стосунках між О. Лукашенком та частиною номенклатури назріла криза, яка почала набувати конфліктних форм. В основі цього конфлікту було кілька причин: а) процес поєднання влади і власності, що розпочався за В. Кебіча, з приходом О. Лукашенка набув хиткого характеру. Влада та розпорядження власністю все більше і більше ставали прерогативою Президента та вузького кола його довірених осіб;
б) номенклатура хотіла мати право голосу, якого вона позбавлялась у випадку реалізації амбітних планів Президента;
— у політичній моделі, яка була створена після референдуму 1996 року, суттєво змінилась роль номенклатури. Головним критерієм професійної придатності стає відданість главі держави. Ті представники номенклатури, які були готові підтвердити свою відданість О. Лукашенку, стали соціальною опорою режиму ;
— у Білорусі сьогодні немає бізнесу, який є чисто економічним. Великий бізнес — це фактично політичний бізнес. Існує патронажний бізнес, який розвивається завдяки підтримці держави і представляє певних представників політичної еліти. Підкреслимо, що національна білоруська бізнес — еліта робить свій бізнес через демпінгові ціни на енергоносії, а, відповідно, й підтримує режим О. Лукашенка, який пролонгує їй цінові пільги ;
— для правлячої еліти Казахстану на поч. 1990 — х рр. було характерне домінування в її складі радянської, партійно — господарської номенклатури та груп тиску. При цьому відбувався процес перерозподілу державної власності, а на всіх рівнях державної влади спостерігався високий рівень корупції . Прихід до влади представників бізнес — еліти викликав непорозуміння та конфронтацію між старою номенклатурою і новою політичною елітою;
Причинами порушення балансу між різними угрупованнями політичної еліти у 2001—2003 рр., яке призвело до її розколу були: а) надмірне зростання впливу членів сім'ї президента, що викликало невдоволення у певної частини політичної та бізнес — еліти;
б) диспропорції між швидкими темпами економічного розвитку та закритою політичною системою. Результат: обмежені можливості для бізнес — еліти брати участь у легітимній боротьбі за владу. Сучасна правляча еліта Казахстану характеризується такими ознаками: а) закритість і величезна дистанційованість (економічна, політична, інформаційна та ментальна) від населення;
б) еліта функціонує в рамках суворої ієрархії, де нерідко поняття професіоналізму витісняється й замінюється поняттями особистої відданості і кровної спорідненості. У меншій мірі це характерно для бізнес — еліти;
в) правляча еліта не є монолітною, навпаки, вона перебуває в стані перманентних протиріч, унаслідок чого всередині неї утворюються різноманітні блоки на основі спільних інтересів і поточної кон'юнктури;
г) основна боротьба в середовищі еліти йде не за право поширити свої ідеали на державний та суспільний розвиток, а за право збільшити свій вплив на главу держави й інші елітні угруповання і вже за допомогою цього — на державний та суспільний розвиток;
д) гарантом стабільності всередині еліти є лише президент країни;
4) зменшення ролі політичних партій у політичному процесі, зокрема при фактичному формуванні уряду, визначається такими чинниками: Хоча формально політичні партії у Білорусі та Казахстані функціонують, фактично, ключова роль у формуванні урядів цих країн належить саме президентам О. Лукашенку та Н. Назарбаєву, які і визначають їх персональний склад. При цьому, відбувається обмеження сфери діяльності політичних партій і набуття ними декоративного характеру.
Таким чином, не лише політична практика, а й діючі конституції Білорусі та Казахстану створюють умови, згідно з якими президенти залишаються домінуючим елементом політичних систем цих країн.